# Лойкбах
Лойкбах (нем. Leukbach) или Лойк (нем. Leuk) — река в Германии, левый приток реки Саар. Площадь бассейна реки составляет 87,9 км². Длина реки — 15 км, из них 12 км река течёт по земле Саар, а оставшуюся часть — по земле Рейнланд-Пфальц.
Исток реки находится на территории коммуны Перль, в районе Эфт-Хелендорф на высоте в 365 м. Далее река протекает через коммуны Метлах, Фройденбург и Трассем, после чего впадает в Саар в Саарбурге. Устье реки находится на высоте 145 м.
В XII веке в Саарбурге русло реки было искусственно изменено, а в городе образовался 18-метровый водопад, в настоящее время являющийся одной из его достопримечательностей. В связи с этим верхнее течение Лойкбаха практически недоступно для рыб и другой водной фауны из Саара.
В 1961 году долина реки вошла в состав ландшафтного заповедника «Saarschleife und Leukbachtal», а в 2016 году на территории части долины, находящаяся в коммуне Метлах, был создан природный заповедник «Leuktal, Krautfelsen und Bärenfels bei Orscholz».